# Vicente Escrivá Soriano
Vicente Escrivá Soriano (València, 1 de juny de 1913 - Madrid, 18 d'abril de 1999) fou un productor, guionista i director de cinema i televisió valencià. El seu fill José Antonio Escrivá també és director i guionista de televisió i cinema.
Doctor en Filosofia i Lletres per la Universitat de València, s'inicia als anys 1940 escrivint guions de pel·lícules per a la productora valenciana Cifesa, de to èpic i religiós molt del gust de l'època com La mies es mucha (1950) i Pequeñeces (1950). Amb Rafael Gil fundà el 1950 la productora Aspa films per a la qual escriu els guions d'èxits del moment com Agustina d'Aragó (1950) i Balarrasa (1951).
També va treballar com a actor en la pel·lícula El canto del gallo (1955), de Rafael Gil. Anys més tard interpretaria un paper en Juego de amor prohibido (1975), d'Eloy de la Iglesia.
Dirigeix el seu primer llargmetratge el 1961 titulat El hombre de la isla i protagonitzat per Paco Rabal. Dos anys després va rodar Dulcinea (1963), una co-producció entre Espanya, Alemanya i Itàlia inspirada en el personatge creat per Miguel de Cervantes en la novel·la de cavalleries Don Quixot de La Manxa, guanyadora del Premi a la Millor Pel·lícula del Cercle d'Escriptors Cinematogràfics, així com del Primer Premi del Sindicat Nacional de l'Espectacle.
Destaca en el seu filmografia la pel·lícula Montoyas y Tarantos (1989), que va obtenir dos Premis Goya. Altres obres d'aquesta època van ser Cateto a babor (1970), Vente a Alemania, Pepe (1971), La lozana andaluza (1976), Una abuelita de antes de la guerra (1975) o El virgo de Vicenteta (1979), l'única pel·lícula que rodà en valencià.
Als anys 90, darrera etapa de la seua vida, es va dedicar a la televisió amb la co-direcció junt a Antonio Mercero de la reeixida sèrie per a Antena 3 (A-3) Farmacia de guardia (1991-1995), o també altres com Réquiem por Granada (1991) per a TVE, Lleno, por favor (1993-1994), ¿Quién da la vez? (1995), Éste es mi barrio (1996-1997) i Manos a la obra (1998-1999), aquestes darreres també per a A-3.

## Filmografia
Per a TV
- 1998/1999: Manos a la obra (Guionista)
- 1996/1997: Éste es mi barrio (Guionista)
- 1996: La maja de Goya: El Musical (Guionista)
- 1993/1994: Lleno, por favor (Guionista)
- 1991: Réquiem por Granada (Guionista)

Per al cinema
| - 1989: Montoyas y Tarantos (Director i guionista) - 1988: Matar al Nani (Guionista) - 1984: Tuareg - Il guerriero del deserto (Coguionista) - 1980: Esperando a papá (Director i coguionista) - 1979: Visanteta, estate queta (Director i coguionista) - 1979: El virgo de Vicenteta (Director i coguionista) - 1976: El señor está servido (coguionista) - 1976: La lozana andaluza (Director i coguionista) - 1975: Una abuelita de antes de la guerra (Director i coguionista) - 1975: Zorrita Martínez (Director i guionista) - 1974: Polvo eres... (Director i coguionista) - 1974: Un curita cañón (Guionista) - 1973: La curiosa (Director i guionista) - 1972: Vente a ligar al Oeste (Coguionista) - 1971: Aunque la hormona se vista de seda... (Director i guionista) - 1971: Vente a Alemania, Pepe (Coguionista) - 1970: Sin un adiós (Director i guionista) - 1970: Cateto a babor (Coguionista) | - 1969: Johnny Ratón (Director i coguionista) - 1969: El ángel (Director i guionista) - 1969: El golfo (Director i guionista) - 1969: Primera comunión (Coguionista) - 1969: Sor Ye-yé (Coguionista) - 1967: Aquí mando yo (Coguionista) - 1963: Dulcinea (Director i coguionista) - 1961: El hombre de la isla (Director i guionista) - 1961: Margarita se llama mi amor (Guionista) - 1961: Aquí están las vicetiples (Guionista) - 1960: ¡Ahí va otro recluta! (Guionista) - 1959: El gafe (Guionista) - 1959: Salto a la gloria (Guionista) - 1959: Soledad (Coguionista) - 1958: La mina (Coguionista) - 1957: El tigre de Chamberí (Coguionista) - 1957: La cenicienta y Ernesto (Guionista) | - 1956: Un traje blanco (Guionista) - 1956: Los ladrones somos gente honrada (Coguionista) - 1956: La gran mentira (Guionista) - 1956: Recluta con niño (Coguionista) - 1955: El canto del gallo (Guionista) - 1955: La otra vida del capitán Contreras (Coguionista) - 1954: Murió hace quince años (Coguionista) - 1954: El beso de Judas (Guionista) - 1953: La guerra de Dios (Guionista) - 1952: Sor intrépida (Guionista) - 1952: De Madrid al cielo (Coguionista) - 1951: La señora de Fátima (Guionista) - 1951: La leona de Castilla (Guionista) - 1951: Balarrasa (Guionista) - 1950: Agustina de Aragón (Coguionista) - 1950: Pequeñeces (Coguionista) - 1948: La mies es mucha (Coguionista) |